# Mariä-Geburt-Kirche (Ljubinje)

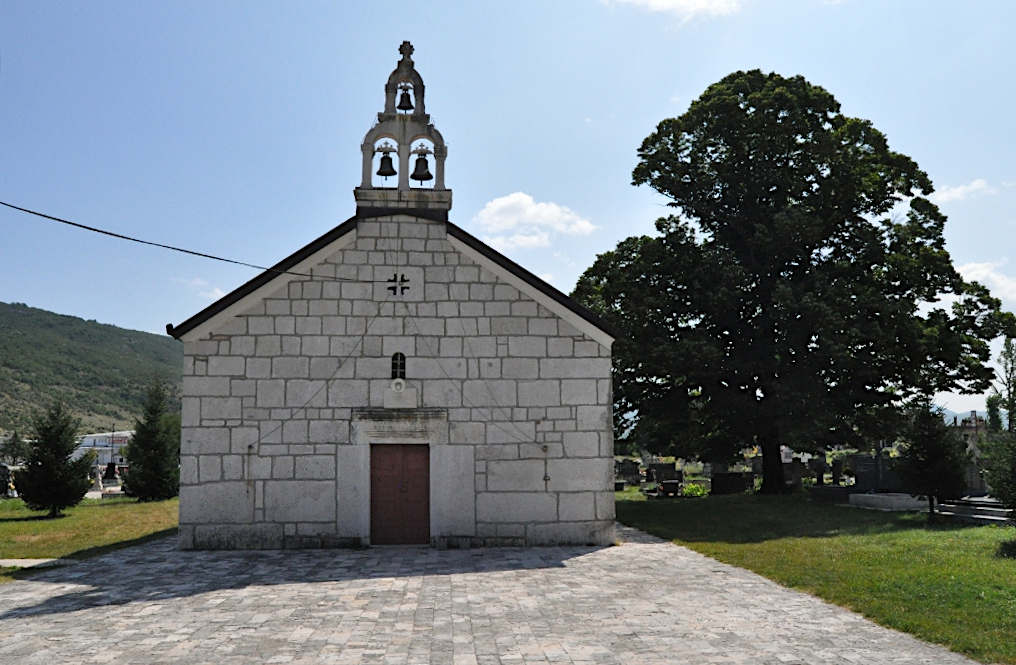
Die Mariä-Geburt-Kirche in Ljubinje

Die Mariä-Geburt-Kirche (Serbisch: Храм Рођења Пресвете Богородице, Hram Rođenja Presvete Bogorodice), auch Kirche zur Geburt der Allerheiligsten Gottesmutter genannt, in Ljubinje ist eine serbisch-orthodoxe Kirche im südöstlichen Bosnien und Herzegowina.
Die Kirche wurde von 1866 bis 1867 erbaut und ist der Geburt der Allerheiligsten Gottesmutter Maria geweiht. Die Filialkirche gehört zur Pfarrei Ljubinje im Dekanat Trebinje-Dubrovnik der Eparchie Zahumlje-Herzegowina und dem Küstenvorland der Serbisch-Orthodoxen Kirche.

## Lage
Die Kirche steht im Zentrum der Stadt Ljubinje. Das Gotteshaus steht nah dem Ufer des Flüsschen Bukov Potok. Sie sich an der Kreuzung der Straßen Svetosavska Ulica und Ulica Nikole Tesle.
Die Kirche steht im Zentrum des Serbisch-orthodoxen Friedhofs von Ljubinje. Nahe der Kirche stehen die Grundschule Sveti Sava, benannt nach dem Hl. Sava von Serbien und die Mittelschule Svetozar Ćorović. In Ljubinje steht auch die Christi-Geburt-Kirche erbaut von 2000 bis 2004 und sie ist die Pfarreikirche der Stadt.

## Geschichte und Architektur
Die Mariä-Geburt-Kirche wurde von 1866 bis 1867 erbaut und 1867 eingeweiht. Das Gotteshaus wurde aus Stein errichtet. Die Kirche besitzt keinen Kirchturm, hat jedoch über der Südwand einen kleinen Glockenturm mit drei Glocken. Eine der Glocken wurde 1941 im Zweiten Weltkrieg beschädigt, mitsamt der ganzen Kirche. Das Kirchendach ist mit Ziegeln bedeckt. Das Gotteshaus wurde mehrmals renoviert, zuletzt im Jahre 1998. Die Wände der Kirche sind vier Meter hoch.
Das Kircheninnere ist in schlechten Zustand, die Wände sind fast eingebrochen, die Kirchendecke ist sichtbar rissig. Zurzeit werden Vorbereitungen zur Renovierung der Kirche erhoben. Neben der Kirche wurde 1878 ein Schulgebäude errichtet. 1959 wurde das Gebäude vom Staat verstaatlicht, 1992 der Kirche zurückgegeben. Die Schule wurde 1998 renoviert. Im Jahr 2005 wurde die Mariä-Geburt-Kirche mitsamt Nekropole und alten Grabsteinen von Ljubinje zum Nationaldenkmal von Bosnien und Herzegowina erklärt.

### Ikonostase
Die hölzerne Ikonostase besitzt eine Vielzahl an Ikonen, vor allem die Ikone zur Kreuzigung Christi ist sehenswert. Von besonderem Wert ist das Evangelium mit Silberarmaturen, auf denen Jesus und Maria abgebildet sind. Diese Armaturen sind allein 11 kg schwer. Dieses hatte der aus Ljubinje stammende Händler Zoran Radonjić aus Russland im Jahre 1901 geschenkt bekommen.